# Legenden om Vogterne: Uglerne fra Ga'Hoole
Legenden om Vogterne: Uglerne fra Ga'Hoole (eng: Legend of the Guardians: The Owls of Ga'Hoole) er en amerikansk-australsk computeranimeret fantasy film fra 2010, der er baseret på de tre første bøger i fantasy-bogserien Guardians of Ga'Hoole, der er skrevet af Kathryn Lasky. Zack Snyder instruerede filmen, som fik premiere i USA den 24. september 2010 og i Danmark d. 4. november 2010. I den danske version af filmen lægger Johannes Lassen, Amalie Dollerup, Jens Jørn Spottag og Vibeke Hastrup blandt andre stemme til filmens figurer.
Warner Bros. distributerede filmen sammen med de australske firmaer Village Roadshow Pictures og Animal Logic, hvor den sidstnævnte også stod for at producere de visuelle effekter i filmen Happy Feet. Produktion fandt sted i Australien og filmen blev frigivet i 3D.
Filmen indtjente omkring 714 mio. kroner, hvilket kun gav et mindre overskud, hvilket også kan forklares med kritikernes anmeldelser af filmen, der var meget blandet, idet kritikerne roste filmens brug af og kunnen med de visuelle effekter, men kritiserede den for dens manglende sammenhæng og indlevelse i historien.
Til filmens soundtrack lavede det amerikanske elektrok-projekt Owl City en sang eksklusivt kaldet "To the Sky".

## Filmen
Sløruglen Soren bor sammen med sin familie i den fredfyldte Tyto-skov med sin far Noctus, mor Marella, storebror Kludd, lillesøster Eglantine og slangen Fru P., som er familiens barnepige. Noctus holder meget af at underholde Soren og Eglantine med at fortælle dem historierne om Vogterne af Ga'Hoole, en legendarisk gruppe af krigerugler, der engang reddede alle ugler fra de onde "De Ædle" i en kamp, da Vogternes heroiske leder, Lyze af Kiel, besejrede De Ædles leder, Jernnæb. Kludd finder som den eneste i familien ikke historierne fascinerende og han mener, at Soren er naiv at tro på fortællingerne. 
Kludd og Soren skal dagen efter ud og have en af deres første gren-flyvninger (hvor de flyver kort fra gren til gren), hvor det viser sig at Soren, i modsætning til Kludd, har lettere ved at lære teknikken, hvilket gør Kludd vred. Selvom de har fået forbud mod at øve gren-flyvningen selv, lokker Soren alligevel Kludd med ud en dag, hvor Noctus og Marella er taget på jagt. Under træningen, hvor Soren skal til at lande, skubber den jaloux Kludd til Soren, så de begge mister balancen og falder ned på jorden. Her bliver de angrebet af en tasmansk djævel, men når at blive reddet af to skovhornugler Jutt og Jatt. Det viser sig hurtigt, at Jutt og Jatt ikke har i sinde at bringe Soren og Kludd hjem, da de blot flyver væk med dem. 

Snart støder flere ugler med kidnappede ugleunger til Jutt og Jatt, og alle uglerne lander snart på Skt. Aegolious, hjemsted for De Ædle.
Efter at været ankommet til Skt. Aegolious ankommer Nyra, Jernnæbs mage og næstkommanderende i De Ædle. Da hun fortæller de nyankommende, at de nu skal være slaver for De Ædle, protesterer Soren og Gylfie, en alfeugle, som Soren mødte undervejs på flyveturen. Soren og Gylfie bliver nu udvalgt til at være gylpsamlere sammen med størstedelen af de unge ugler, og selvom Soren råber på Kludd efter hjælp, ser man Kludd forblive passiv med vilje, og Kludd bliver sammen med andre udvalgte ugler sendt af sted for at blive soldater. Alle ugleungerne får nu fortalt om De Ædle af Nyra, da disse mener at Tyto-ugler (slørugler og deres slægtninge) er de stærkeste ugler, hvilket giver dem ret til at bestemme over Uglernes Rige.
De nye gylpsamlere er nu tvunget til at sove, imens der er fuldmåne, som Gylfie forklarer Soren vil medføre "måneblændning", hvor uglerne som i trance mister alle deres sanser og individualitet. Soren og Gylfie forbliver vågne og undgår dermed måneblændning. De bliver nu først i en stor hule, hvor de sammen med de andre ugler, skal indsamle uglegylp, der indeholder metalsplinter og Soren opdager, at når mange metalsplinter ligger sammen, udsendes der stråler fra dem, der giver uglerne smerter. Flagermus er immune overfor disse og derfor er der masser af flagermus i området, da de styrer fordelingen af metalsplinter. Alt imens dette sker, sidder Jernnæb og en ukendt ugle og aftaler, at den ukendte ugle vil få tildelt en del af Uglernes Rige og af Træet, hvis denne vil være med at lægge en fælde for De Ædles fjender, Vogterne af Ga'Hoole.
Grimble, som var uglen, der havde kidnappet Gylfie, tager på et tidspunkt Soren og Gylfie til hans bolig, hvor han fortæller, at han ikke er en af De Ædle. Han fortæller, at hans familie blev fanget af De Ædle og nu er tvunget til at arbejde for dem, og at Grimble kun håber at de vil lade hans familie gå, hvis han hjælper De Ædle. Grimble har opdaget, at Soren og Gylfie tør gør modstand mod De Ædle og han lærer dem derfor at flyve, så de kan flyve til Vogterne af Ga'Hoole og advarer dem om De Ædles planer. Soren indser til sin store glæde at Vogterne af Ga’Hoole faktisk findes og at han nu får muligheden for at møde dem.
Kludd er i mellemtiden blevet en stærk soldat, og da Nyra spørger til Sorens potentiale, ønsker hun også at rekruttere ham. Dette gør at Nyra afbryder Grimbles flyvetimer med Soren og Gylfie. Nyra angriber Grimble for at Soren og Gylfie kan slippe væk, og Kludd kæmper med mod Grimble, selvom Soren ønsker at redde ham med ud. Grimble kæmper mod Nyra til døden, og det lykkedes kun lige Soren og Gylfie at flygte fra Nyra og hendes vagter.
På deres rejse møder de prærieuglen, Graver og gråuglen, Twilight og Sorens gamle barnepige, Fru P., som egentlig var tiltænkt som middag for Graver og Twilight. De to lover at følge Soren til Hoolemere-havet, hjemsted for Det Store Træ og Vogterne.
På turen bliver Soren og hans venner terroriseret af krager, der stjæler Twilights lut, hvori Fru P. befinder sig. Kampen for lutten og Fru P. bringer gruppen til kysten af Hoolmerehavet og til et mystisk myrepindsvins bolig. Gruppen skulle angiveligt været blevet ledt til at møde myrepindsvinet, så denne kunne give dem instrukser til deres videre færd mod Det Store Træ. Gruppen bliver ledt ud mod det åbne hav, men på vejen støder de på en voldsom orkan, hvormed Graver falder i havet. Soren dykker for ned at redde ham, men opdager at Graver allerede er blevet reddet af en enorm sneugle med en panseret maske på – en Vogter af Ga'Hoole. Vogterne leder Soren og hans venner igennem stormen og til Det Store Træ.
Gravers redningsmænd er Boron og Barran, konge og dronningen af Træet. Kongen og dronning, såvel som de højtstående officere af Ga'Hoole hører Sorens beretning om De Ædle og deres planer. Søg-og-red eskadrillelederen, en stor gråugle kaldet Allomere, udtrykker sin tvivl omkring Sorens historie, hvorimod den arrede hvidskæggede-skrige-ugle, Ezylryb, forsvarer Soren. Boron beslutter at sende et hold spejdere, anført af Allomere, til Skt. Aegolious.
Soren, Gylfie, Twilight og Graver begynder nu deres træning indenfor de forskellige områder, skarer, der findes i Træet. Under en lektion, tager Ezylryb gruppen med ud, så de kan "flyve rigtigt", hvilket består i at bruge en stærk storm til at lære de unge ugler at bruge vindstrømmene i stedet for at forsøge at overvinde dem. Soren ender med succesfuldt at beherske teknikken bag at flyve rent instinktivt, men kun et øjeblik, før han mister kontrollen og er tæt på at styrte i havet. Ezylryb når dog at redde ham.
Hjemme igen, hvor Soren taler med Ezylryb, opdager Soren at Ezylryb faktisk er den heroiske Lyze af Kiel, der var med at stoppe Jernæb ved det sidste slag. Ezylryb er blevet gammel og skriver nu bare bøger og ser ikke sin indsats i krigen som noget heroisk.
Allomere vender snart tilbage uden sine spejdere, og han fortæller, Kong Boron at de blev overfaldet; at spejderne blev dræbt; og han kun lige nåede at redde to måneblændede ugleunger. En af de måneblændede unger viser sig at være Eglantine, som er blevet hentet til Skt. Aegolious efter Kludd har fortalt Nyra om hans søsters potentiale om at kunne komme til at flyve som Soren og ham selv.
Rasende drager Vogterne i krig. På Ezylrybs befaling, bliver Soren modvilligt tilbage for at være hos Eglantine. Hun vågner snart og fortæller, at hun ikke blev reddet, men blev overbragt til Allomere af Kludd. Det går nu op for Soren, at Allomere er en forræder, og Soren og hans venner skynder sig Vogterne til hjælp.
Da Vogterne ankommer til Skt. Aegolious, bliver de lokket i en fælde. Allomere viser at være uglen, der indgik en aftale med Jernnæb, og han forsøger at stikke af. De Ædle beslutter nu at frigive krafterne fra metalsplinterne, hvorved Vogterne bliver tvunget hjælpeløse og fulde af smerte til jorden. Soren og hans venner ankommer kort efter, netop som Jernnæb og Nyra sender flagermusene af sted for at gøre det af med de forsvarsløse Vogtere. Soren sender Twilight, Graver og Gylfie til at holde flagermusene tilbage, mens Soren selv flyver ind i en brændende skov i nærheden med en olielampe, der antændes af ilden i skoven. Gruppens uforventede ankomst får Jernnæb til at mistænke Allomere for at have forrådt ham. Jernnæb beordrer nu flagermusene til skånselsløst at dræbe Allomere.
Soren smider den antændte olielampe i metalsplinternes magnetiske felt, så den ødelægger snorene, der holder lågene over metalsplinterne åbne. Ilden spreder sig over maskinerne og brænder snorene over; lågene lukker og den magnetiske felt forsvinder og befrier Vogterne.
Med sin mislykkede plan, beorderer Jernnæb De Ædle til at bekæmpe Vogterne. Ezylryb og Jernnæb kæmper mod hinanden, ligesom Soren og Kludd. Deres kamp leder dem ind i den brændende skov, hvor trods Sorens forsøg på at tale fornuft i ind Kludd, som fortæller sin yngre bror, at De Ædle troede på ham, da ingen andre gjorde. Han angriber Soren med fornyet vrede, hvilket sender dem begge ned over et væltet træ, hvorved Kludd brækker sin vinge. Han forsøger at overbevise Soren til at redde ham, men lyver og forsøger at hive sin bror ned i flammerne. Soren undviger angrebet og Kludd falder ned i flammerne i stedet.
Soren ser Ezykryb, Jernnæb og Nyra i tæt kæmp og fyldt med vrede brækker han en brændende gren af og flyver hen og hjælper Ezylryb. Han overrasker Jernnæb og når at redde Ezylryb. Jernnæb er meget stærkere end Soren og smider den brændende gren væk. Soren får dog genvundet sit våben, netop som Jernnæb indsætter sit afgørende angreb. Jernnæb stikker sig selv ihjel på grenen, som Soren selvforsvarende når at få holdt op og Nyra flygter med det resterende af De Ædle.
Soren og hans venner vender tilbage til Træet med ugleungerne og Soren bliver mødt af Eglantine og sine forældre. Soren, Gylfie, Twilight og Graver bliver Vogtere af Ga'Hoole.
I epilogen afslører Soren, at Kludds lig aldrig bliver fundet og at Nyra stadig er derude med en del af De Ædle. Kludd ses i liv, nu med glødende røde som de andre De Ædle. Han går rundt og finder Jernnæbs lig og maske, og antyder, at Kludd efterfølgende vil være den nye Jernnæb.

## Skuespillere
| Rolle          | Engelske stemmer    | Danske stemmer        |
| -------------- | ------------------- | --------------------- |
| Soren          | Jim Sturgess        | Johannes Lassen       |
| Gylfie         | Emily Barclay       | Amalie Dollerup       |
| Kludd          | Ryan Kwanten        | Mads Knarreborg       |
| Eglantine      | Adrienne DaFaria    | Ella Mirchandani      |
| Graver         | David Wenham        | Christian Fuhlendorff |
| Twilight       | Anthony LaPaglia    | Søren Spanning        |
| Metalnæb       | Joel Edgerton       | Kristian Boland       |
| Nyra           | Helen Mirren        | Vibeke Hastrup        |
| Ezylryb        | Geoffrey Rush       | Torben Zeller         |
| Grimble        | Hugo Weaving        | Jens Jørn Spottag     |
| Noctus         | Hugo Weaving        | Morten Staugaard      |
| Marella        | Essie Davis         | Jette Sievertsen      |
| Fru Plithiver  | Miriam Margolyes    | Grethe Mogensen       |
| Allomere       | Sam Neill           | Kjeld Nørgaard        |
| Strix Struma   | Sacha Horler        | Jette Sievertsen      |
| Otulissa       | Abbie Cornish       | Cecilie Stenspil      |
| Boron          | Richard Roxburgh    | Kasper Leisner        |
| Barran         | Deborra-Lee Furness | Helene Egelund        |
| Myrepindsvinet | Barry Otto          | Thomas Mørk           |
| Bubo           | Bill Hunter         | Jette Sievertsen      |
| Jatt           | Leigh Whannell      | Peter Holst-Beck      |
| Jutt           | Angus Sampson       | Peter Zhelder         |

## Produktion
Warner Bros. fik rettighederne til filmatiseringen af bogserien Guardians of Ga'Hoole, der er skrevet af Kathryn Lasky, i juni 2005. Studiet planlagde at lave filmene som en computeranimeret film med Donald De Line og Lasky, der skulle skrive det fortolkede filmmanuskript. I april 2008 var projektet i Village Roadshow med Zack Snyder som instruktør og Zareh Nalbandian som producer. Filmen blev dermed Snyders debut som instruktør på en animationsfilm Et nyt filmmanuskript blev skrevet af John Orloff og Emil Stern. Production began in Australia in February 2009. Filmens visuelle effekter blev udviklet af firmaet Animal Logic, der også stod bag animationsfilmen Happy Feet fra 2006.

## Soundtrack
Et officielt soundtrack med alle filmens sange blev udgivet den 21. september 2010 under distribution af WaterTower Music. Det amerikanske elektroniske projekt Owl City udgav sangen "To the Sky" eksklusivt til albummet, ligesom der i musikvideoen til sangen ses flere klip fra Legenden om vogterne: Uglerne fra Ga'Hoole. Albummets tretten andre sange er alle blevet komponeret af David Hirschfelder. I den officielle trailer til filmen spiller sangen "Kings and Queens" fra det amerikanske rockband 30 Seconds to Mars.

## Omtale
Både i USA og hjemme i Danmark har Legenden om Vogterne modtaget blandet kritik, med rosende kritik for filmens visuelle effekter og 3D-effekter, men mere negativ kritik for historiens opbygning, manglende uddybning i karakterernes indbyrdes forhold og et forudsigeligt plot. Som Henrik Østergaard for Cinemazone udtaler: "Den unge ugle Sorens flyvetur gennem et stormvejr, mens regndråber rammer fjerene i slow motion, er taktil filmkunst, så englene synger. Og det næsten halvtimelange luftslag i filmens slutning er ren opvisning i hypermoderne 3D. Blot dette er de tre stjerner værd. 

Ligeledes Ebbe Iversen for Berlingske Tidende udtrykker mangel på en gennemarbejdet historie: "Den er statuarisk og spektakulær, men ofte også kaotisk og vanskelig at følge med i, så trods sin respekt for den tekniske ekspertise investeret i filmen må man konkludere, at den er ret mislykket på en storslået måde."

### Indtjening
I USA indtjente filmen kun 23,1 mio. kroner på åbningsdagen, hvilket betød at den lå på 3. pladsen for indtjening i USA. Om lørdagen nåede den dog op på en 2. plads, og kom også op på 1. pladsen om søndagen, da den indtjente 23,3 mio. kroner (USA). Alt i alt indtjente filmen 88,8 mio. kroner i åbningsweekenden, og opnåede dermed en 2. plads i indtjenining lige under Wall Street: Money Never Sleeps i Amerika. Dette gør Legenden om Vogterne til Zack Snyders første film, der ikke opnår 1. pladsen i åbningsweekend i USA; en meget skuffende star, da den kun indtjener en brøkdel af årets forventede samlede animationsfilmsindtægter og endnu mere på linje med Warner Bros.' andre familiefilm fra 2010, som fx Hund og kat imellem: Kitty Galores hævn og Bjørnen Yogi.
I dens anden weekend holdt filmen godt ved og indtjente endnu 56 mio. kr. og holdt ved sin 2. plads nu bagved The Social Network, og fik titlen for den største anden-uge vedholdelse for en animeret film i 2010. Filmen endte sit løb i februar 2011 med en indenlandsindtægt i USA på 286 mio. kroner, hvilket var en skuffelse og kun kom på 6. pladsen over bedstindtjente animeret film for året. Set bort fra det var filmen en stor succes i resten af verdenen, da den indtjente 432,1 mio. kroner globalt set, hvilket giver en samlet indtægt på 720,2 mio. kroner.

## Udgivelse
Legenden om Vogterne kunne købes som DVD, Blu-Ray og Blu-Ray 3D i Danmark i starten af marts 2010, hvor der på alle tre udgaver medfulgte en ny Looney Tunes-tegnefilm, kaldet "Fur of Flying". På de to Blu-Ray-udgaver medfulgte også Owl Citys musikvideo til "To the Sky" og andet baggrundsmateriale om skabelsen af filmen.

## Samarbejdspartnere
I samarbejde med hjemmesiden madlavningshjemmesiden Allrecipe  og natur- og dyrebeskyttelsesforeningen National Wildlife Federation  forsøgte skaberne bag filmen, specielt med sidstnævnte, at gøre opmærksom på bevarelsen af natur og beskyttelse af dyr – her med specielt henblik på ugler. NWF kommer på deres hjemmeside med forslag og idéer til, hvordan man bedst muligt kan forsøge at bevare uglebestanden, trods de mange forskellige udryddelsestrusler dyrearten står overfor, som fx manglende leveområder og forurening.

## Eksterne links
- Legend of the Guardians: The Owls of Ga'Hoole | Officielle hjemmeside
- Legenden om Vogterne: Uglerne fra Ga'Hoole på Internet Movie Database (engelsk)
- Legenden om Vogterne: Uglerne fra Ga'Hoole på Filmdatabasen
- Legenden om Vogterne: Uglerne fra Ga'Hoole på Scope
- Legenden om Vogterne: Uglerne fra Ga'Hoole i Svensk Filmdatabas (svensk)
- Legenden om Vogterne: Uglerne fra Ga'Hoole på AlloCiné (fransk)
- Legenden om Vogterne: Uglerne fra Ga'Hoole på AllMovie (engelsk)
- Legenden om Vogterne: Uglerne fra Ga'Hoole hos American Film Institute (engelsk)
- Legenden om Vogterne: Uglerne fra Ga'Hoole på The Movie Database (engelsk)
- Legenden om Vogterne: Uglerne fra Ga'Hoole på Rotten Tomatoes (engelsk)
- Legenden om Vogterne: Uglerne fra Ga'Hoole på Metacritic (engelsk)